# 岳映斗
岳映斗，字匡大，陝西三原人。明末清初官員。
映斗為崇祯十六年（1643年）癸未科進士，次年甲申之變，京師陷於流賊；清兵入關後，仕清。順治三年（1646年），補選內翰林國史院庶吉士，散館授編修，官至侍讀學士。